# Іванов Пилип Васильович
Пилип Васильович Іванов (нар. 22 листопада 1898, місто Злинка Чернігівської губернії, тепер Брянської області Російська Федерація — ?) — радянський діяч, 2-й секретар Чернівецького обласного комітету КП(б)У, 1-й секретар Слов'янського міського комітету КП(б)У Сталінської (Донецької) області.

## Біографія
З 1918 до 1925 року служив у Червоній армії. Учасник Громадянської війни в Росії.
Член ВКП(б) з 1926 року.
На 1939—1941 роки — 1-й секретар Слов'янського міського комітету КП(б)У Сталінської (тепер — Донецької) області.
З 1941 до 1943 року — учасник німецько-радянської війни. Був одним із організаторів радянського партизанського руху на Донеччині. З грудня 1941 до липня 1943 року керував Слов'янським міським партизанським загоном, був двічі поранений.
У 1943—1945 роках — 1-й секретар Слов'янського міського комітету КП(б)У Сталінської області.
З травня по грудень 1945 року — слухач відділення обласних працівників Республіканської партійної школи при ЦК КП(б)У в Києві.
У грудні 1945 (затв. у травні 1946) — 1946 року — 3-й секретар Чернівецького обласного комітету КП(б)У.
У 1946 (затв. у січні 1947) — березні 1948 року — 2-й секретар Чернівецького обласного комітету КП(б)У.
Подальша доля невідома.

## Звання
- батальйонний комісар

## Нагороди та відзнаки
- орден Вітчизняної війни ІІ ст. (21.02.1945)
- медаль «Партизанові Вітчизняної війни» І ст. (30.01.1945)
- медаль «За перемогу над Німеччиною у Великій Вітчизняній війні 1941—1945 рр.» (1945)
- медаль «За доблесну працю у Великій Вітчизняній війні 1941—1945 рр.» (1945)
- медалі